# Kaczka Goupila

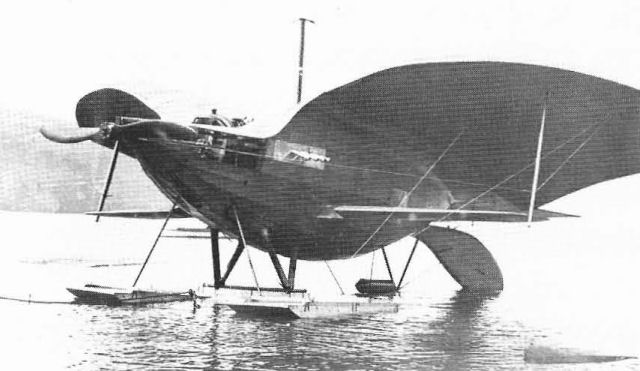
Samolot w wersji z pływakami

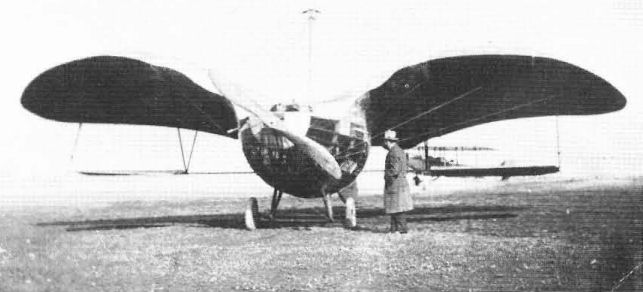
Samolot z podwoziem kołowym

Kaczka Goupila (ang. Goupil Duck) – popularna nazwa nadana samolotowi zaprojektowanemu w 1883 przez Alexandra Goupila i zbudowanemu z niewielkimi zmianami w 1916 zakładach Curtissa. Samolot powstał na życzenie Glenna Curtissa, który planował go wykorzystać jako jednego z dowodów na unieważnienie patentów braci Wright. Nazwa samolotu „Kaczka Goupila” została mu nadana w późniejszym czasie, sam Goupil nie nazwał swojego projektu.

## Historia
W 1883 francuski inżynier Alexander Goupil zaprojektował cięższą od powietrza maszynę latającą którą nazwał aéroplane (był on jedną z pierwszych osób, która używała tej nazwy), której opis opublikował w 1884 w książce La Locomotion Aérienne (Lokomocja powietrzna). Zaprojektowany przez Goupila samolot miał bardzo ptasi kadłub, ciągnące śmigło oraz stateczniki poziome i pionowy. Dodatkowy horyzontalny statecznik w układzie kaczki (umieszczony przed skrzydłami) działał jako ster wysokości (przy wychyleniu powierzchni sterowych w tę samą stronę) lub jako lotki przy wychyleniu ich w przeciwne strony. W zamyśle Goupila ten statecznik miał przede wszystkim służyć do utrzymywania przez jego samolot równowagi, niemniej działały one na zasadzie takiej jak lotki i Goupil jako jeden z pierwszych pionierów lotnictwa zdawał sobie sprawę z potrzeby posiadania przez samolot mechanicznych powierzchni kontrolnych działających w trzech stopniach swobody poruszania się samolotu. Napęd samolotu miał stanowić zaprojektowany przez Goupila silnik parowy o masie ok. 500 kg i mocy 15 koni mechanicznych.
Goupilowi nigdy nie udało się ukończyć tego samolotu, ale zbudował jego model w postaci latawca (rozpiętość skrzydeł sześć metrów, długość osiem metrów, powierzchnia nośna dwadzieścia siedem metrów kwadratowych, masa 50 kg), model miał bardzo dużą siłę nośną unosząc się w powietrze wraz z obciążeniem dwóch mężczyzn przy wietrze o prędkości około 20 km/h.
W 1916 korzystając z oryginalnych rysunków patentowych Goupila w zakładach Curtissa zbudowano nieco zmodyfikowaną wersje aeroplanu Goupila. Zmiany polegały na wzmocnieniu konstrukcji, użyciu podwozia kołowego (a w pierwszej wersji – pływaków) zamiast oryginalnych płóz i niewielkim wydłużeniu skrzydeł. W tej wersji samolot był napędzany silnikiem Curtiss OXX.
W pierwszej wersji, wyposażony w pływaki samolot ledwie potrafił się oderwać od powierzchni wody, ale w drugie wersji już z podwoziem kołowym samolot bez problemu wzbił się w powietrze i został oblatany 19 stycznia 1917. Curtiss planował użyć tego samolotu jako dowodu na to, że bracia Wright nie byli pierwszymi osobami, którzy opracowali skuteczne mechaniczne metody kontroli stateczności poprzecznej statku powietrznego, ale ostatecznie nie zdążył użyć tego argumentu w sądzie, a sam proces patentowy został zakończony arbitrażem.